# Karolina Vidović Krišto
Karolina Vidović Krišto  (Vukovar, 29. prosinca 1975.), hrvatska je novinarka, političarka i bivša saborska zastupnica.
Osnivačica je i predsjednica političke stranke Odlučnost i pravednost.

## Životopis

### Rođenje, djetinjstvo i školovanje
Rođena je 29. prosinca 1975. u Vukovaru, odrasla je i školovala se u Njemačkoj, u Münchenu, da bi se 1996. godine vratila u Hrvatsku.
Nakon osnovne škole Tumblingerschule upisala je matematičku gimnaziju Klenze Gymnasium, potom jezičnu gimnaziju Dante Gymnasium. Studirala je godinu dana pravo na Ludwig-Maximilians-Universität München. Nakon povratka u Hrvatsku upisala je i završila Fakultet političkih znanosti u Zagrebu. Doktorandica je povijesti.

### Novinarska, urednička i autorska karijera
Novinarsku karijeru započinje na HRT-u 1996. godine. Godine 1998. bila je najmlađa urednica vijesti u povijesti Hrvatske radiotelevizije, kao i druga urednica središnjeg Dnevnika. 
Autorica je dokumentarnog filma Vaši vas ne žele koji je prvi put prikazan na HRT-u 2001. godine te govori o „nametnutoj pomirbi” koja ne stvara uvjete za trajan mir i u Hrvatskoj.
Godine 2002. oformila je i pokrenula međunarodni program Hrvatske radiotelevizije radi promidžbe Hrvatske u svijetu kao i integraciju Hrvata diljem svijeta pod nazivom HRT Slika Hrvatske.
Urednica programa HRT-a Slika Hrvatske postaje 2007. godine te pokreće autorsku emisiju o Hrvatima BiH Hrvatska kronika BiH, kao i autorske emisije Slika Hrvatske i Moje rodno mjesto, a od 2012. godine bila je urednica i voditeljica emisije Slika Hrvatske.

#### Emisija 29. prosinca 2012.
Šira javnost za Karolinu Vidović Krišto saznala je najviše 29. prosinca 2012. godine, kada je u svojoj autorskoj emisiji Slika Hrvatske skrenula pozornost na ono što je ona nazvala "stvarnom pozadinom" predloženog spolnog odgoja u školama i vrtićima. U kontroverznoj epizodi naslovljenoj „Pedofilija kao temelj spolnog odgoja?” prikazala je, među ostalim, isječak iz filma Tima Tatea o američkom seksologu Alfredu Kinseyu, gdje ga se prikazuje kako plaća i potiče pedofile da seksualno zlostavljaju dojenčad i djecu. 
Neki kritičari tvrde kako je spolni odgoj u Hrvatskoj temeljen na pedofiliji i učenju Alfreda Kinseya, a glavnog autora, Aleksandra Štulhofera, bivšeg stipendista i suradnika Instituta Kinsey optužuju za suradnju s deklariranim pedofilima.
Na kraju emisije Karolina Vidović Krišto najavila je za sljedeće emisije istraživanje inih kontroverzi i navodnih problema hrvatskog društva i politike: protuustavnu aboliciju ratnih zločina, lažnu pomirbu, privatizaciju te potrebu za lustracijom.

#### Odjeci
Zbog informacija iznesenih u emisiji HRT-a Slika Hrvatske – pedofilija kao temelj spolnog odgoja, Vidović Krišto suspendirana je sa svojeg radnog mjesta u roku od nekoliko sati, a emisija koju je uređivala je ukinuta.
Čitav slučaj izazvao je raspravu u javnosti. Uz kritike nekih hrvatskih medija na njezin rad. nakon ukinute emisije primila je podršku dijela hrvatske i svjetske javnosti. Među ostalim i od Judith Reisman koja tvrdi da je "razotkrila pedofiliju kao temelj tzv. spolnog odgoja". U Hrvatsku su kao potpora Vidović Krišto došli Judith A. Reisman, britanski novinar i autor dokumentarnih filmova Tima Tatea, koji je u Velikoj Britaniji također trebao dobiti otkaz zbog navodnog razotkrivanja pedofilije kao temelja spolnog odgoja Alfreda Kinseya. Podršku je dobila i od drugih pojedinaca i organizacija pismima potpore, organiziranjem peticija i otvaranjem stranica potpore na Facebooku.
Dana 5. siječnja 2015. godine dobila je otkaz na Hrvatskoj radioteleviziji. Sadržajno je dobila otkaz zbog traženja da se izmijeni  Etički kodeks HRT-a za koji je tvrdila da novinarima i kreativnom osoblju javne radiotelevizije krši temeljna ljudska prava, primjerice prava na slobodu mišljenja, vjeroispovijesti, itd. Nakon što tadašnji glavni ravnatelja HRT-a, Goran Radman, staje u obranu Etičkog kodeksa, Vidović Krišto je navodno u internoj raspravi na HRT-u rekla kako je problematično da glavni ravnatelj HRT-a ne razumije ljudska prava te kako je to povezivo s njegovom komunističkom prošlosti s obzirom na to da jugokomunizam nije priznavao, nego sustavno kršio ljudska prava te potom dobila otkaz zbog vrijeđanja ravnatelja.
U njezinu su obranu stali Sindikat slike i tona, Ogranak Hrvatskoga novinarskoga društva na HTV-u, Hrvatski helsinški odbor i mnogi drugi.
Sedam mjeseci kasnije sudskim je nalogom vraćena na posao, a prvostupanjska i drugostupanjska presuda potvrdile su kako je bila riječ o protuzakonitom otkazu. Etički kodeks naknadno je izmijenjen, a Goran Radman napustio je mjesto glavnog ravnatelja HRT-a.    
Karolina Vidović Krišto sudskom je presudom vraćena na staro radno mjesto, Urednica programa HRT-a "Slika Hrvatske", međutim emisiju su ukinuli pa je svoju karijeru nastavila kao urednica pojedinih emisija, politička komentatorica te politička i medijska analitičarka. Njezina najpoznatija rubrika "Skener" svakog petka u emisiji "Dobro jutro, Hrvatska" na HRT 1 u kojoj je analizirala strani tisak i aktualna društvena i politička zbivanja u Hrvatskoj i svijetu.

### Politička karijera
Dana 27. svibnja 2020. godine Karolina Vidović Krišto objavila je kako je na prijedlog i uz potporu pukovnika HV-a Ivice Arbanasa Lipog, pukovnika HV-a Ivana Anđelića Doktora te Josipa Deura postavljena kao nezavisna kandidatkinja u IX. izbornoj jedinici na listi Domovinskog pokreta, stranci koju je utemeljio Miroslav Škoro. S osvojenih 5598 preferencijskih glasova, najviše na listi Domovinskog pokreta u IX. izbornoj jedinici, osvaja zastupnički mandat u Hrvatskom saboru. Bila je predsjednica saborskog Odbora za obitelj, mlade i sport.
Početkom 2021. godine izlazi iz Kluba zastupnika Domovinskoga pokreta jer smatra kako su pritisci na nju unutar Domovinskoga pokreta postali preteški. Otada je sve do osnivanja vlastite stranke djelovala kao nezavisna zastupnica u Hrvatskom saboru.
Godine 2022. osniva stranku Odlučnost i pravednost.

## Nagrade
- 2012.: dobitnica nagrade Žena godine, Hrvatske akademije znanosti i umjetnosti u dijaspori, zbog svog zalaganja za civilizacijske vrednote, i hrabrost u promicanju istih.[29]
- 2012.: dobitnica nagrade Osoba godine, Udruge hrvatskih branitelja i Zajednica povratnika i useljenika Karlovačke županije
- 2013.: dobitnica strukovne nagrade Global Leadership.[30][31]
- 2015.: dobitnica plakete Sv. Stošije za obranu ugroženih, osobito djece.[32][33]

## Vanjske poveznice
- Zabranjena emisija Slika Hrvatske – Pedofilija kao temelj spolnog odgoja